# Al Jfara (distrikt)
Al Jfara' (arabiska: الجفارة)  är ett av Libyens tjugotvå distrikt (shabiyah). Den administrativa huvudorten är Al-Azizyah. Distriktet gränsar mot Medelhavet och distrikten Tarabulus, Al Jabal al Gharbi och Az Zawiyah.  